# ノーマン・ロイド (俳優)
ノーマン・ロイド（Norman Lloyd、1914年11月8日 - 2021年5月11日）は、アメリカ合衆国の俳優。本名ノーマン・パールマター（Norman Perlmutter）。

## 出演作品
- モダン・ファミリー シーズン2

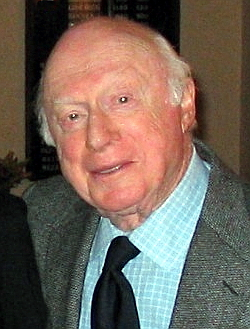
91歳の晩年期（2007年）

- ザ・プラクティス ボストン弁護士ファイル シーズン8
- FAIL SAFE 未知への飛行
- ロッキー＆ブルウィンクル
- ７デイズ／時空大作戦（アイザック・メントナー博士）
- ザ・プラクティス/ボストン弁護士ファイル シーズン2
- ザ・プラクティス/ボストン弁護士ファイル シーズン1
- イン・ハー・シューズ
- 兜 KABUTO
- 悪魔の棲む家 完結編
- いまを生きる
- セント・エルスウェア シーズン1
- コブラパニック・呪われた牙
- 0086笑いの番号
- 悪魔の棲む村
- オードリー・ローズ
- その男を逃すな
- 秘密指令（恐怖時代）
- 激戦地
- ライムライト
- 逃走迷路

## 製作
- ロアルド・ダール劇場／予期せぬ出来事
- 刑事コロンボ／もう一つの鍵
- 華麗なる共犯者